# 锡亚·卡兰姆

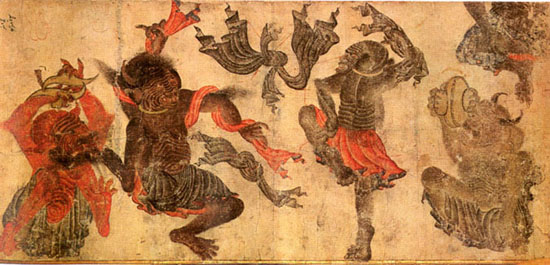
第64对开本正面；仪式舞蹈中的恶魔和死者。这一场景体现了佛教的影响，尤其是飘逸的衣裙和狂野的舞蹈节奏

穆罕默德·锡亚·卡兰姆（波斯語：محمد سیاه‌ قَلَم），另译“黑笔”穆罕默德，是在包括约80幅现存的14世纪末和15世纪初的绘画对开本、水墨画 ( 黑笔画') 和书法作品上签名的人，被认为是这些作品的插画家。收录这些画作的画册被称为《征服者》。这些绘画描绘了该时期的文化与宗教仪式规范，为解读当时的人口分布与地理状况提供了依据。作品最大尺寸为 335 × 485 厘米，普遍被认为源自伊朗，并显著受到中国艺术技法的深刻影响，同时包含佛教与萨满教的符号元素——这两种信仰在伊斯兰教传入前是中亚地区的主流宗教。
在色调与主题上，这些画像代表了波斯绘画技艺的巅峰，涵盖莫扎法爾王朝、札剌亦兒王朝及土库曼时期的作品。它们常被归名于代称“乌斯塔德·锡亚·卡兰姆”，可粗略翻译为“黑笔大师”。关于锡亚·卡兰姆是个人还是艺术家团体，学界一直存在分歧。争议源于作品风格缺乏连贯性，且每幅作品的“锡亚·卡兰姆”签名书写方式与位置均不相同。
画中人物涵盖伊朗、突厥、汉、蒙古等多民族文化，年代可追溯至突厥化的蒙古征服者帖木儿统治后的一个世纪。其内在艺术价值尤为突出，包含魔鬼意象的超自然描绘、欧亚草原游牧民族的日常生活和当时文化与死者关系的具象呈现。
这些作品现保存于伊斯坦布尔的托普卡帕宫图书馆；柏林国立图书馆的Diez Albums部分内容与之密切相关。 

## 归因
最初，该收藏中的册页绘画和素描作品都被归于穆罕默德·锡亚·卡兰姆名下。这些作品上的署名形式包含潦草的速记或优雅的波斯悬体题款，部分作品还带有“乌斯塔德”的尊称，表明创作者拥有一定的社会地位。
关于该代称的考证引发了学术争议：部分学者将穆罕默德·锡亚·卡兰姆与赫拉特画家哈吉·穆罕默德（Hajji Muhammad）相关联。另有研究认为葉爾孤白苏丹的宫廷画师谢希（Shaykhi）和德尔维什·穆罕默德（Darvish Muhammad）曾与穆罕默德·锡亚·卡兰姆共同参与该画集创作，同时有假说提出德尔维什·穆罕默德与穆罕默德·锡亚·卡兰姆可能是同一人。然而当前学术界普遍形成共识，认为这些画作更可能是多位艺术家的共同成果。

## 主题

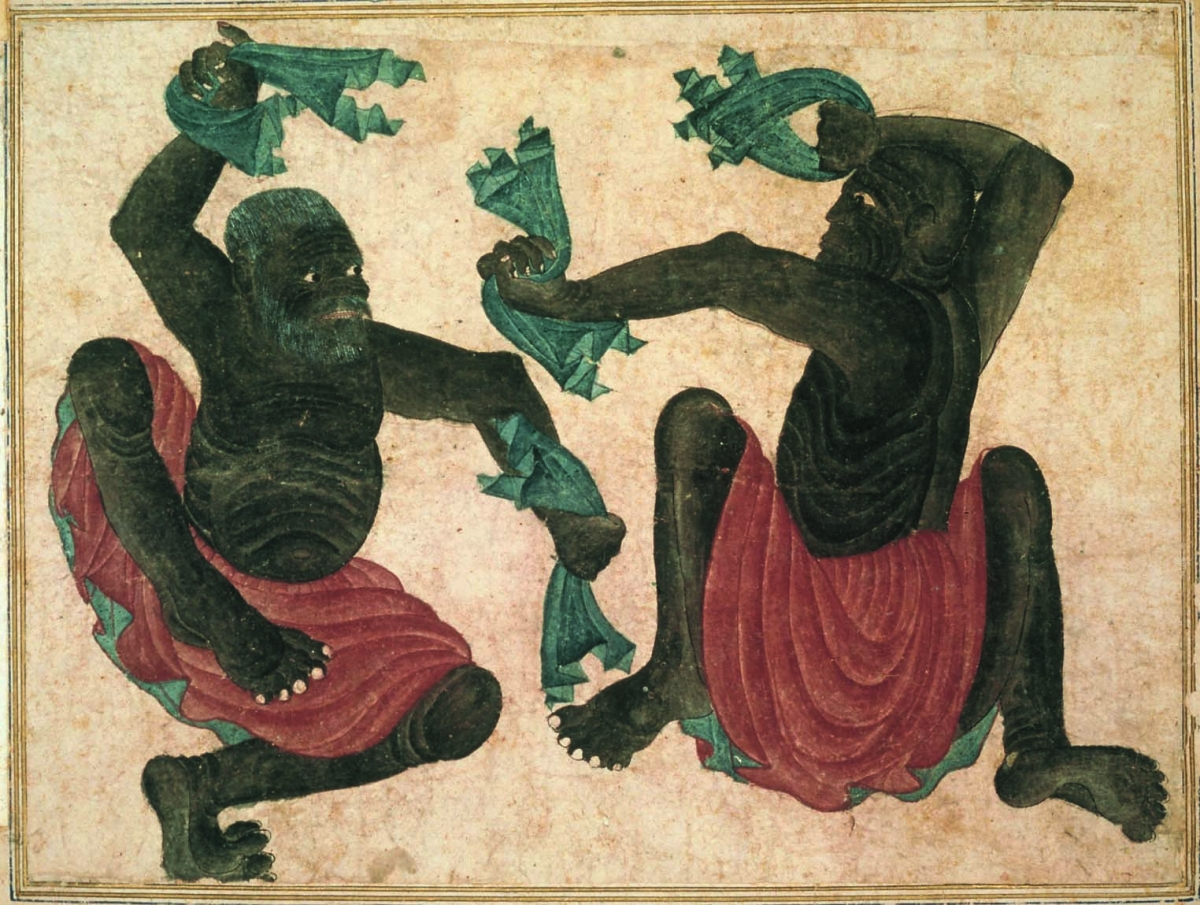
跳舞的人

该收藏中的画作包含恶魔、怪物、营地生活、动物、精灵般生物及身着汉蒙服饰的人物形象。与具象描绘并存的还有自然细节（如岩石与树木），这些元素在葉爾孤白苏丹时期土库曼宫廷绘画中反复出现。
这些更具奇幻色彩且用色浓烈的画像似乎映射出成吉思汗统治时期的破败与荒芜景象。这些画面以深暗色调、粗重线条及高度动态化人物为特征，采用未施胶、未抛光的纸张与有限色域，将活跃形象置于空白背景之上。
这些作品构图充满表现张力，多个人物呈现狂喜仪式或舞蹈状态。奇幻怪物取材于前伊斯兰时期的中亚民间传说，因其地处中东、南亚与东亚文化交汇带，其形象与印度、中国及中东传说中的生物存在相似性。大量世俗场景描绘了中亚草原各族群的日常生活，尤以突厥人与伊朗人为焦点：浣洗衣物、向炉灶吹火、悬挂成排弓箭等细节均有呈现。此外，锡亚·卡兰姆藏品中的一幅画似乎是根据一幅欧洲油画改编的，画中描绘了赫拉克勒斯扼杀狮子的场景。画中人物身着各类头饰服饰，携带不同工具、武器，参与多样化仪式。
学界普遍认同这些插图最初属于某个卷轴的连贯序列，展示时可能配有叙述文本。专家经考证判定现存画作系从单一卷轴切割后无序拼贴而成。
插图的若干特征与札剌亦儿绘画存在关联，尤其体现于《大札剌亦儿列王纪》——这部未完成手稿的插图同样散见于多个画册。细密画受到中国艺术影响，既体现于蜿蜒线条与流动韵律，亦见于人物身着汉地传统服饰的造型。这些作品因详尽记录历史中亚消逝世界的生活图景而具备特殊历史价值：包括工具、服饰、仪式、头饰及家畜驯养方式的视觉文献。
这些宗教仪式，尤其是舞蹈人物的狂喜动作，充满了情感和激烈的手势，展现出佛教和伊斯兰绘画中常见的蜿蜒扭曲的肢体图案。

## 图像学
这些图画的来源尚不明确；某些部分可能受到《列王纪》和圣经人物所羅門的影响。其余绘制于空白背景上的作品（例如营地场景图）初看像是连贯系列的一部分，但细察后更可能属于独立习作此外，鉴于其尺寸常存差异，其确切功能无法确定，不过它们可能是为皇室精英们讲故事而设计的。

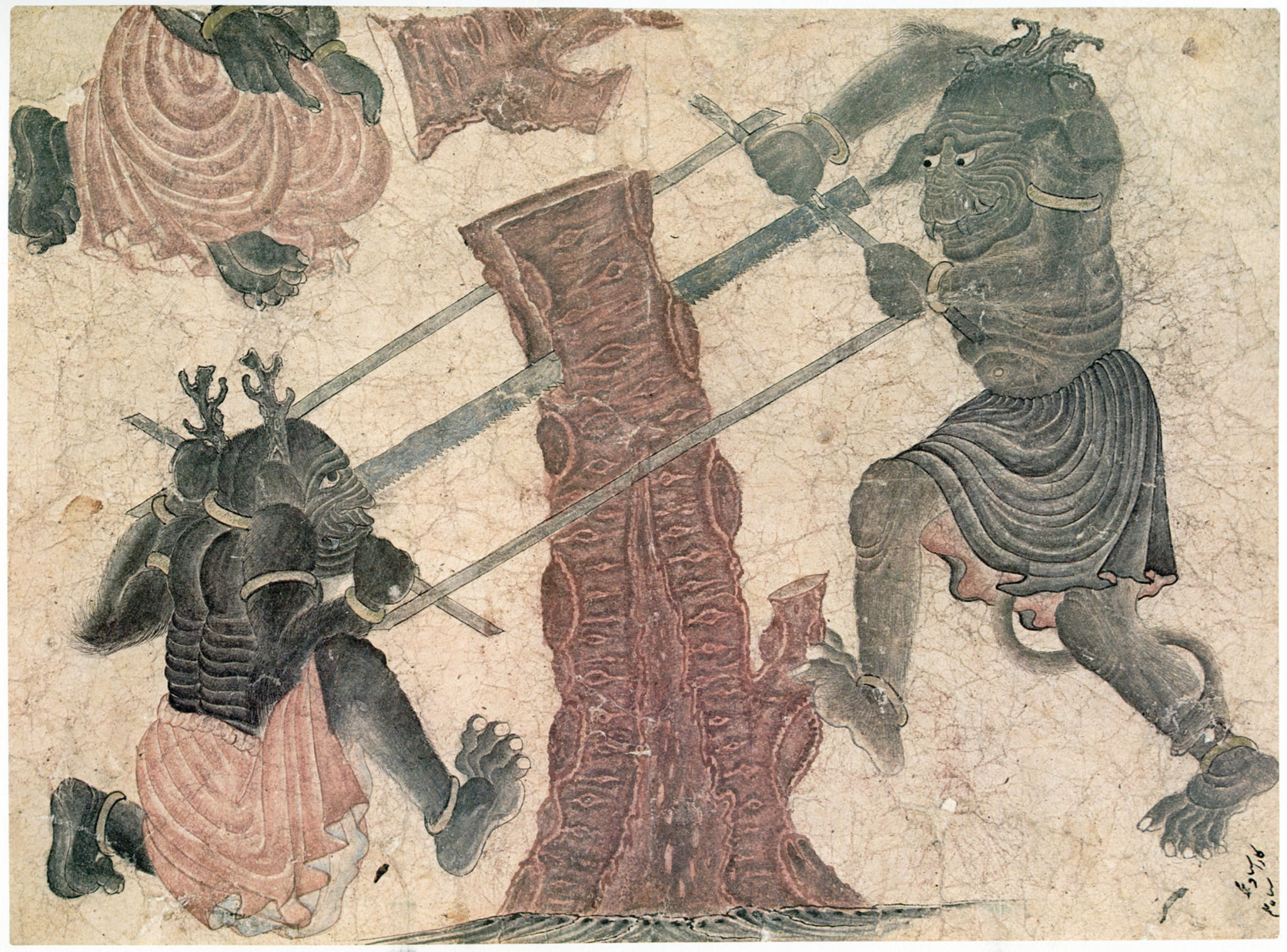
恶魔锯树

恶魔主题绘画主要收录于H.2153画册。这些恶魔常被描绘进行人类活动：如锯树、饮酒及演奏乐器。它们呈现半裸体态，多着短裙赤足，部分肩披长巾。有学者认为恶魔佩戴的项链、耳环、坠饰及手足镯等配饰暗含苏菲主义关联——在权力更迭、政局动荡的历史背景下，这些作品或许构成对苏菲修士的隐晦批判。
选择在画作中大量呈现恶魔形象，旨在将其塑造为危及社会的负面存在体。《列王纪》与圣经人物所罗门均将北方指认为恶魔领地，而锡亚·卡兰姆通过此意象暗示了与北方迁徙而来的苏菲修士之间的潜在关联。

## 出处
据信穆罕默德·锡亚·卡兰姆曾生活在钦察草原的某地，可能是蒙古斯坦、突厥斯坦或东部安那托利亚地区。锡亚·卡兰姆画作中奇特的图像志体系，直接源于艺术家所处自然环境的影响。其绘画灵感可能融合了土库曼、中国、波斯与蒙古文化的元素，暗示作品具有东方来源。尽管关于以该风格创作的画家（或画家群体）生平与作品存在诸多推测，但其美学特质与艺术灵感无疑源自中亚或西南亚地区最具辨识度的多种绘画流派。
现存画页取自多幅经历战争与领土占领而辗转易主的卷轴。这些存世画页被记录于伊斯坦布尔与塞利姆一世苏丹托普卡帕宫图书馆的藏品清单中，标明是其1514年波斯远征所得的战利珍宝。
1910年，锡亚·卡兰姆画作亮相慕尼黑伊斯兰艺术展。自该展览起，众多学者试图从地理与历史维度精准定位艺术家的出现时空，由此催生出多元学术观点。

## 画册

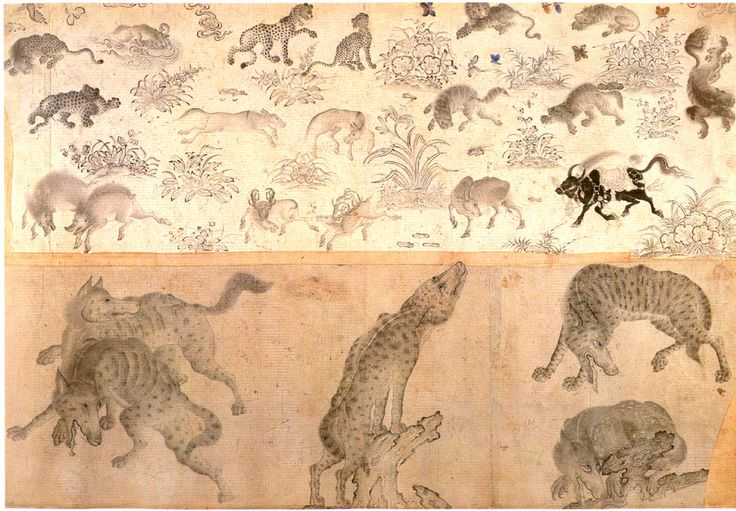
游牧民族的日常生活，包括男人洗衣服、生火做饭和携带弓箭
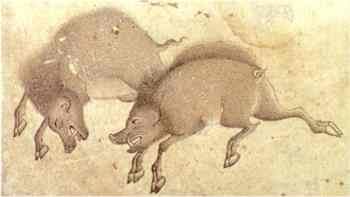
野猪战斗研究
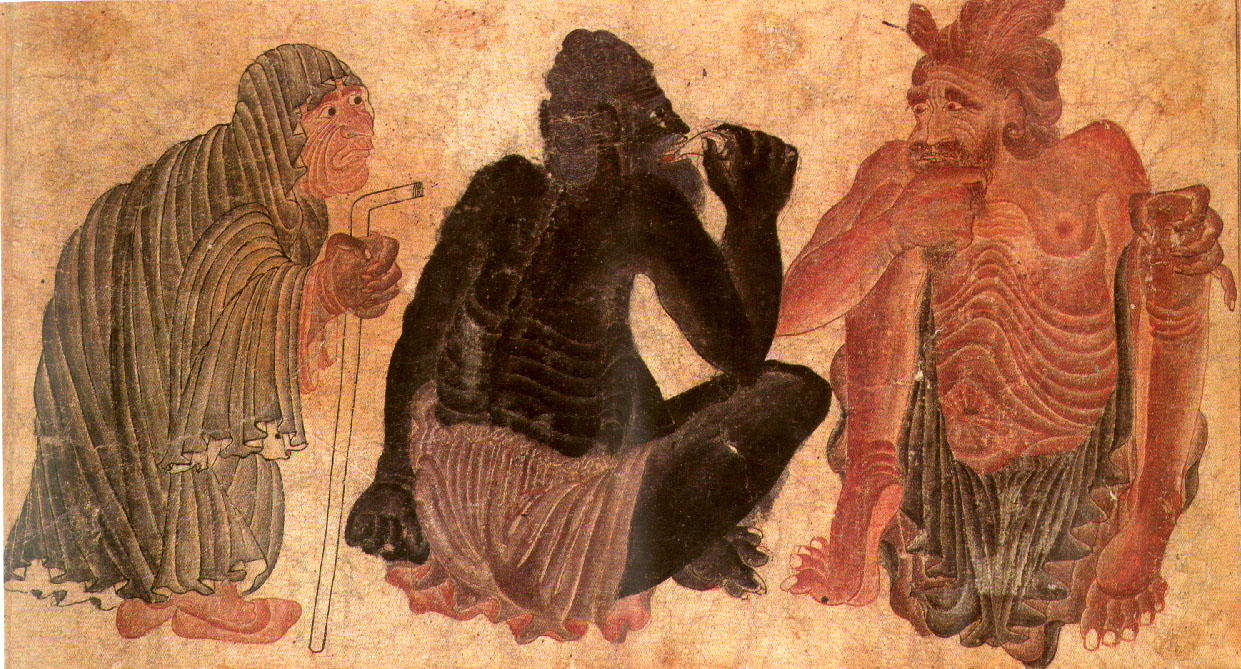
第 90 页，正面；非洲表演场景
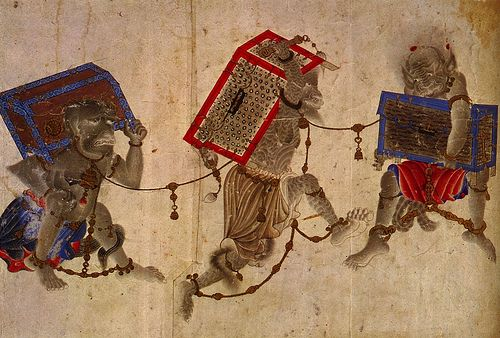
对开本；恶魔、死者和生者的战斗
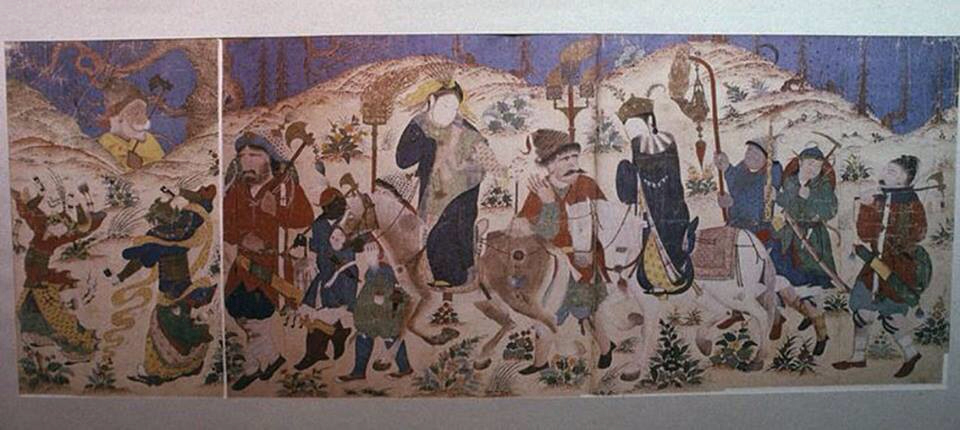
大篷车
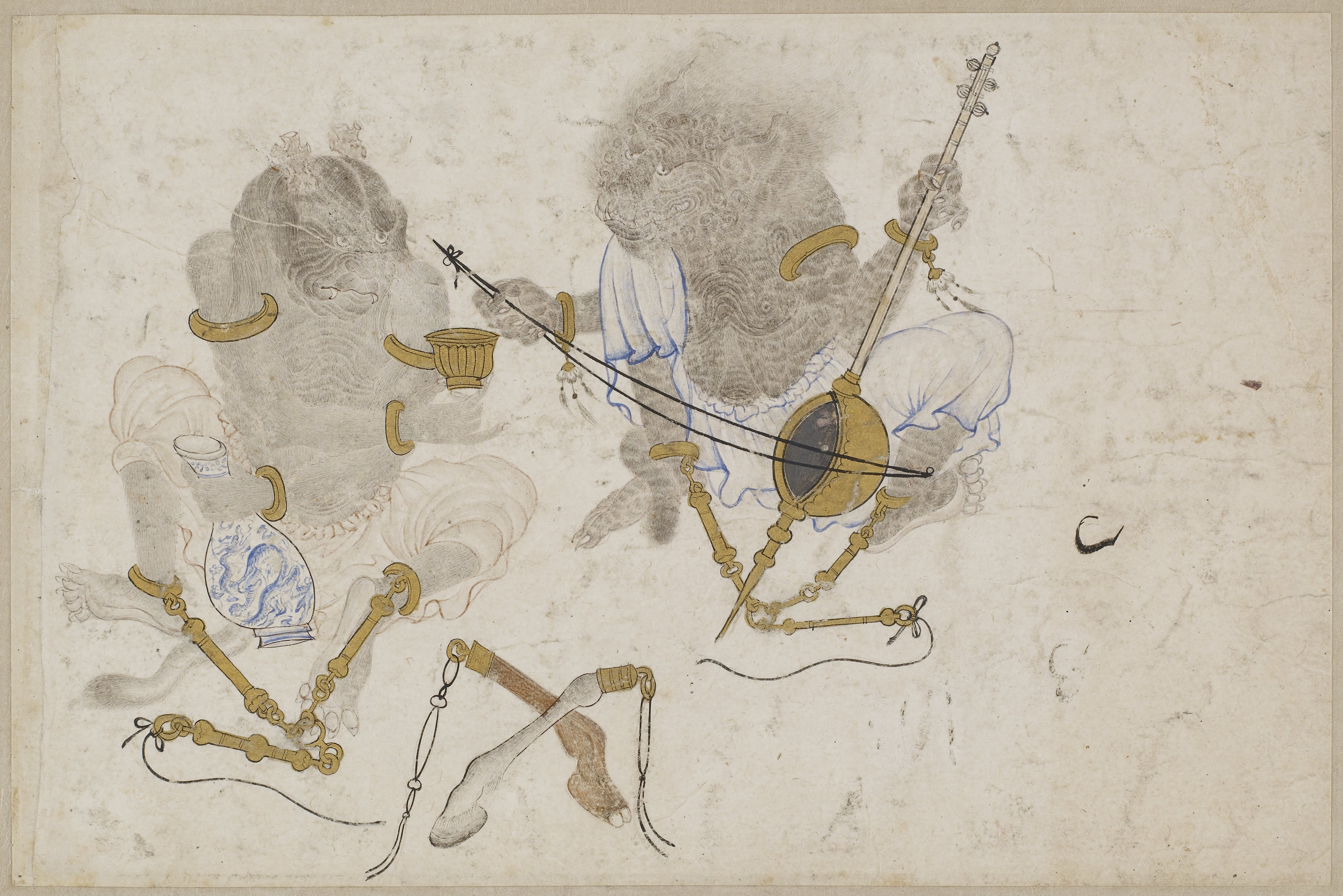
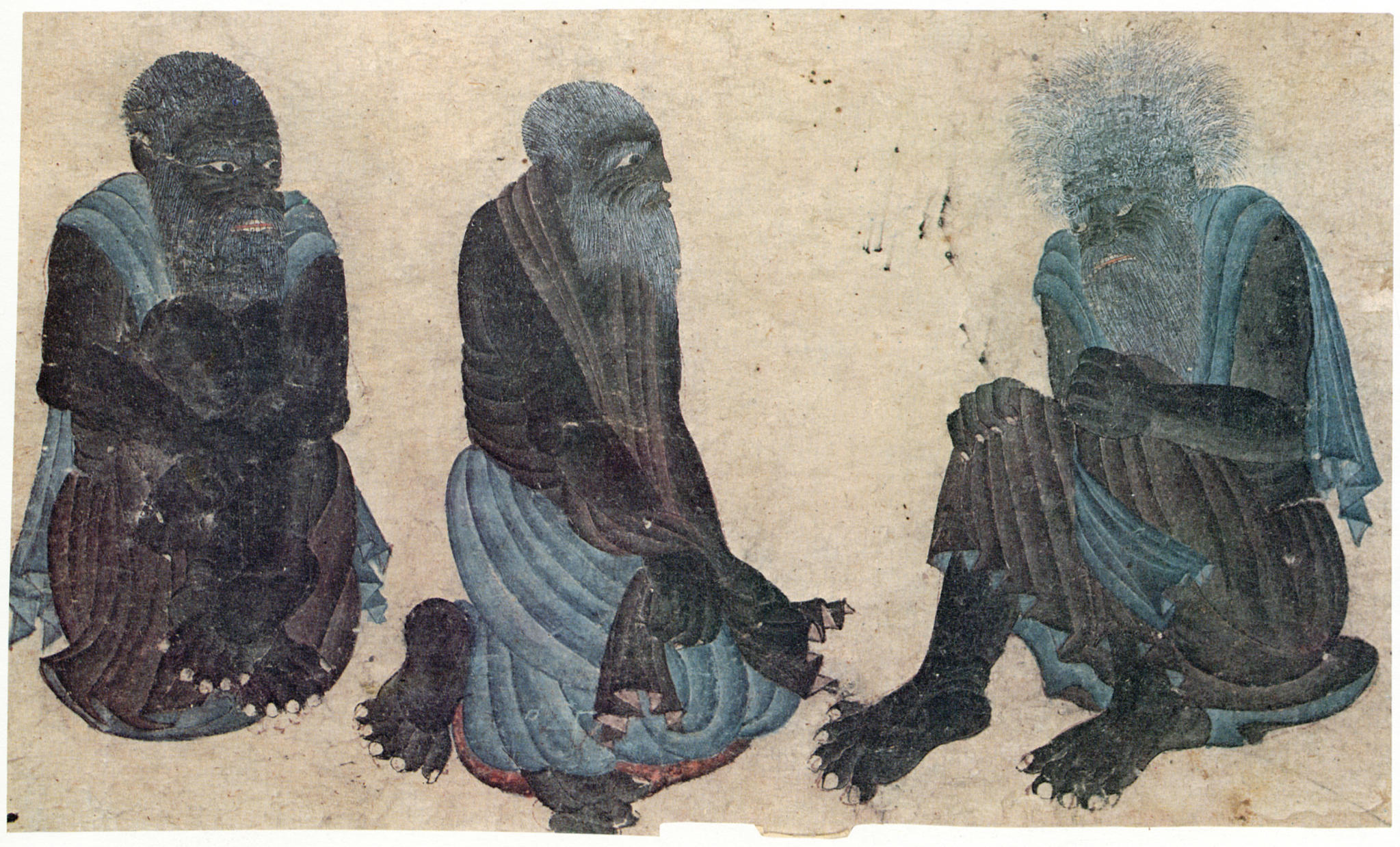
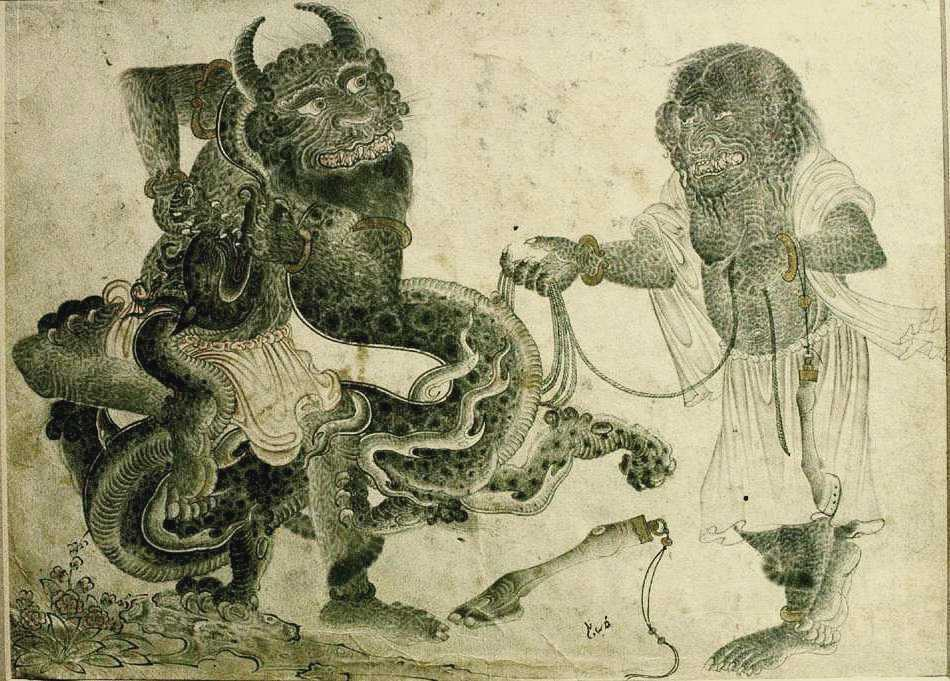
两个恶魔捆绑一条被捕获的龙
被锁链锁住的恶魔
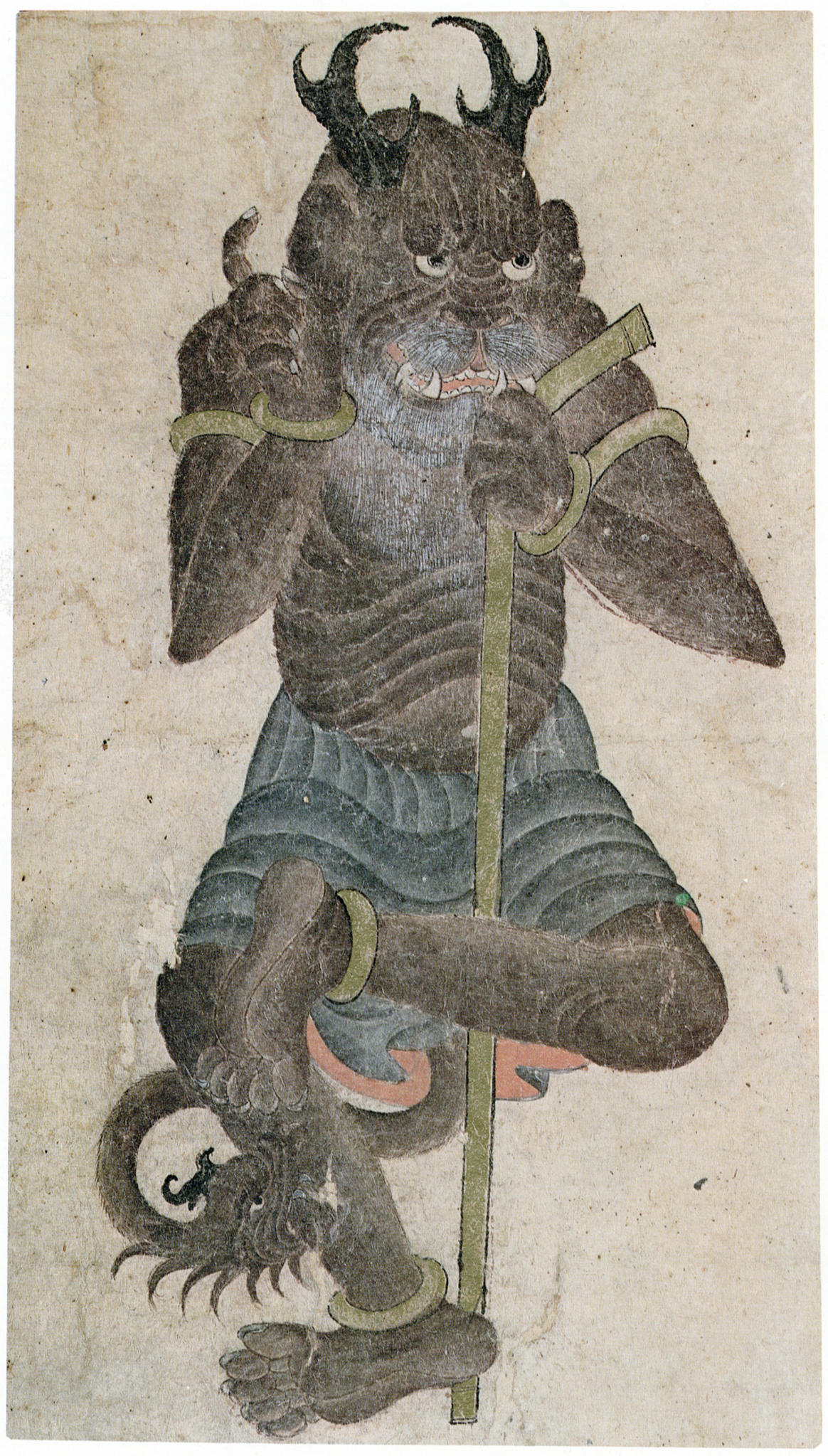
立身斥责的恶魔
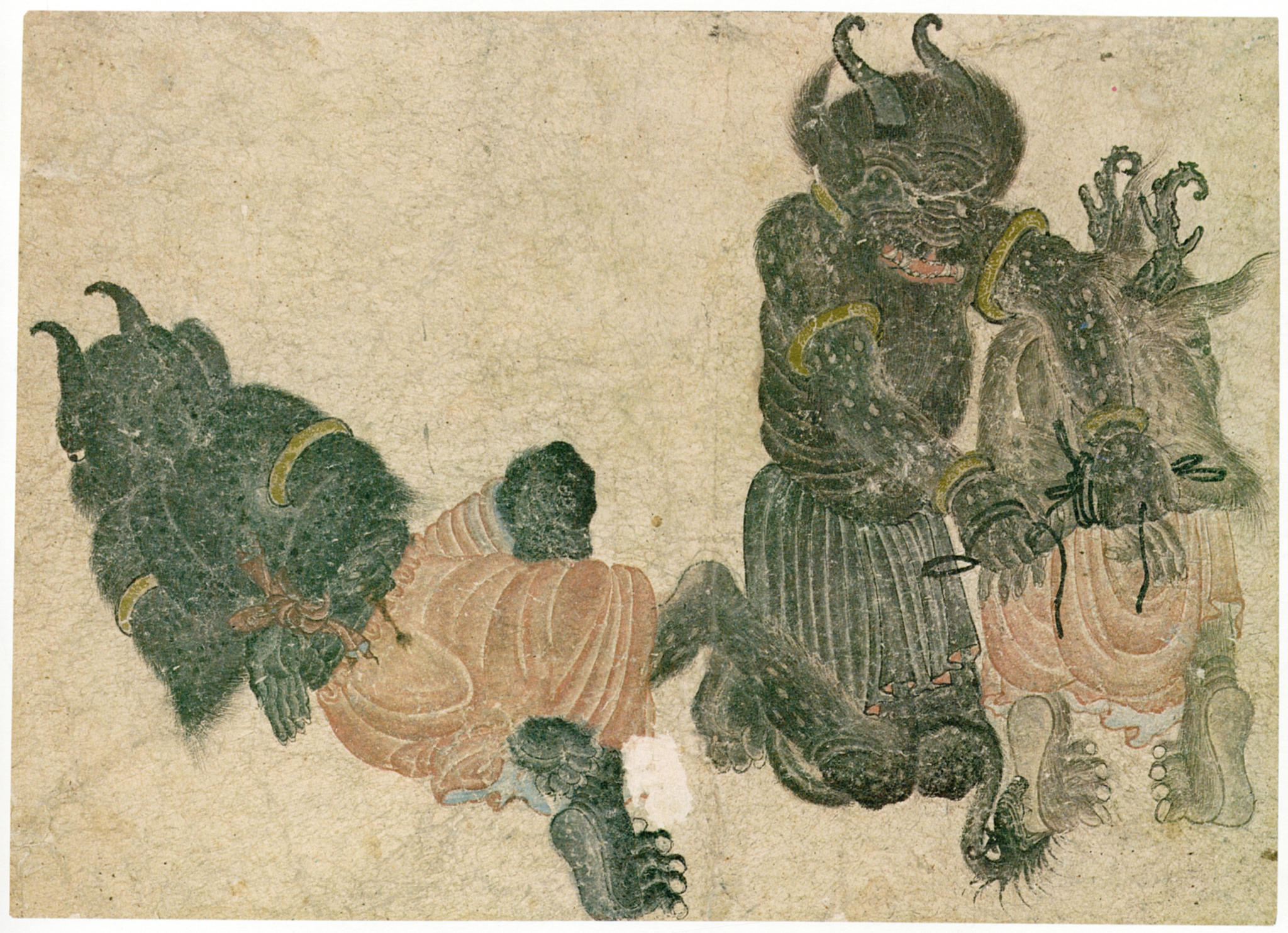
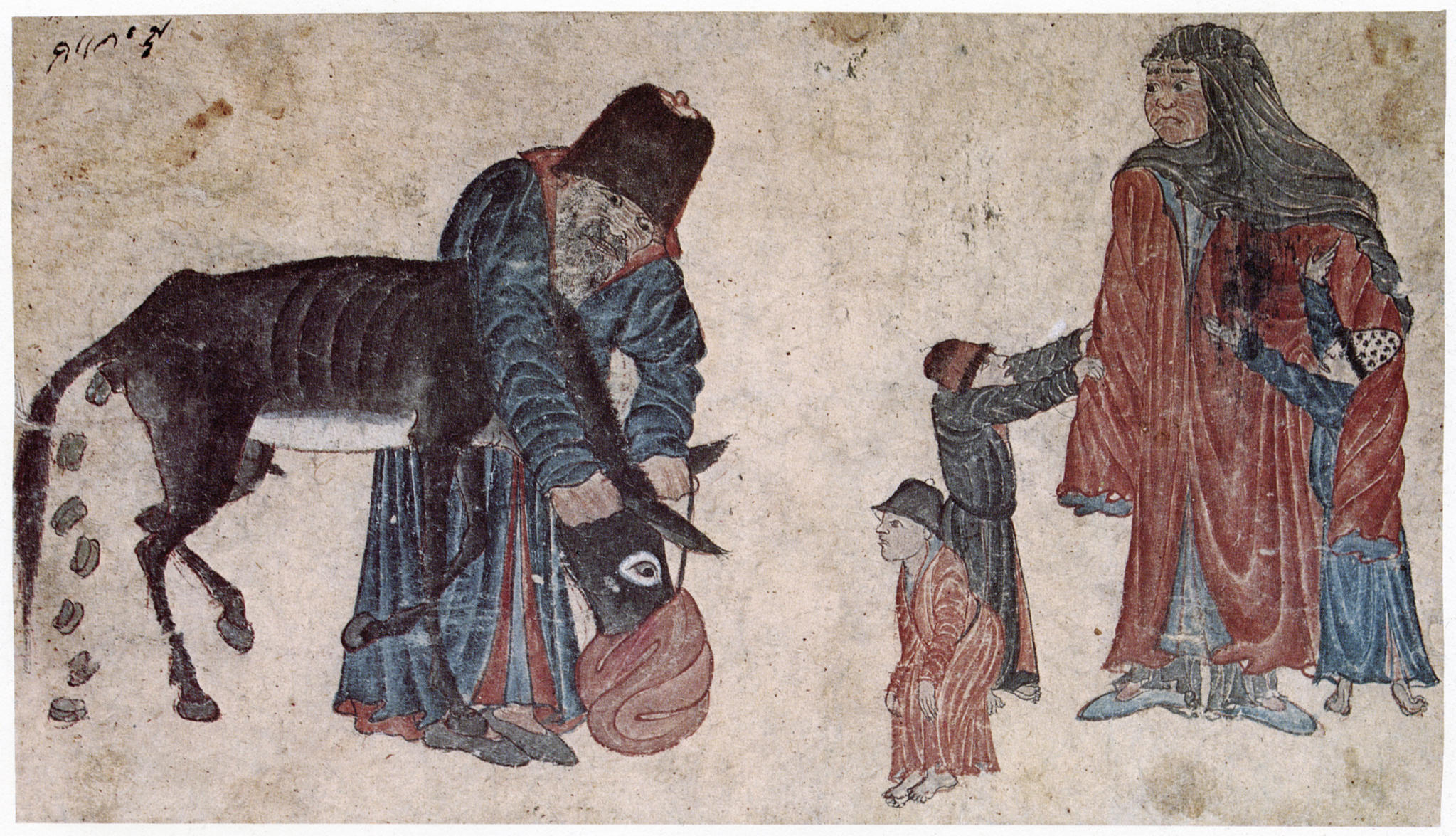
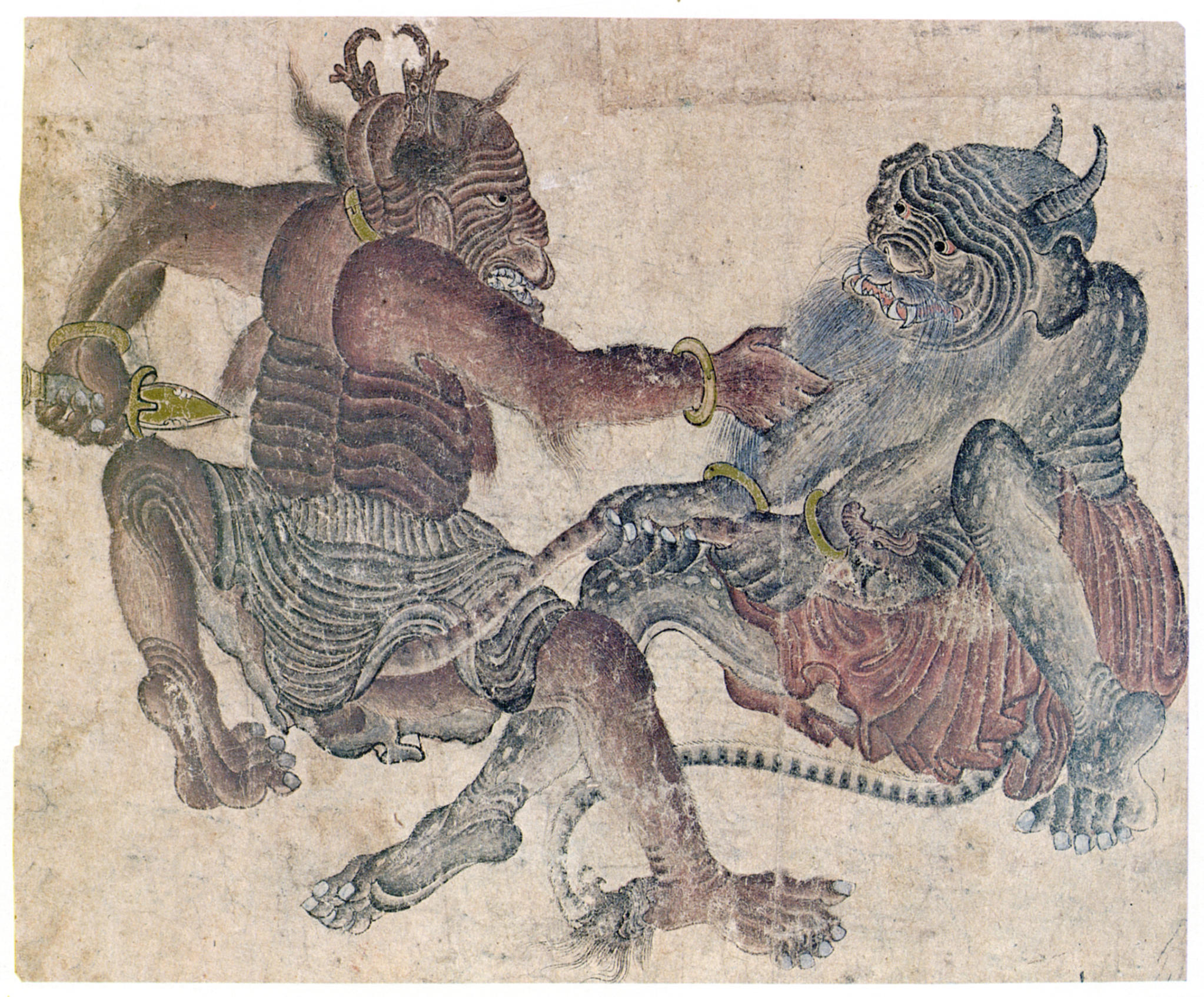
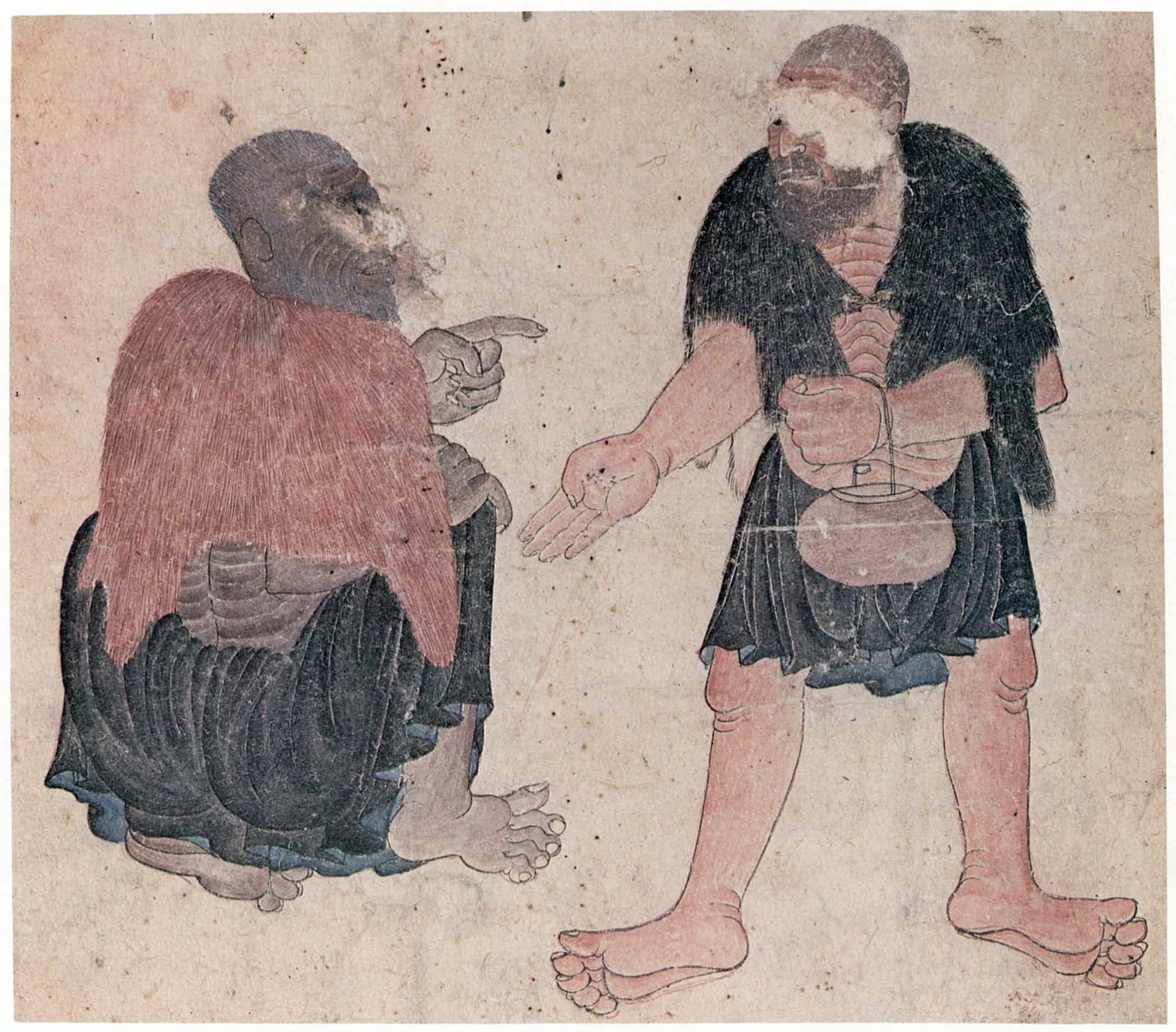
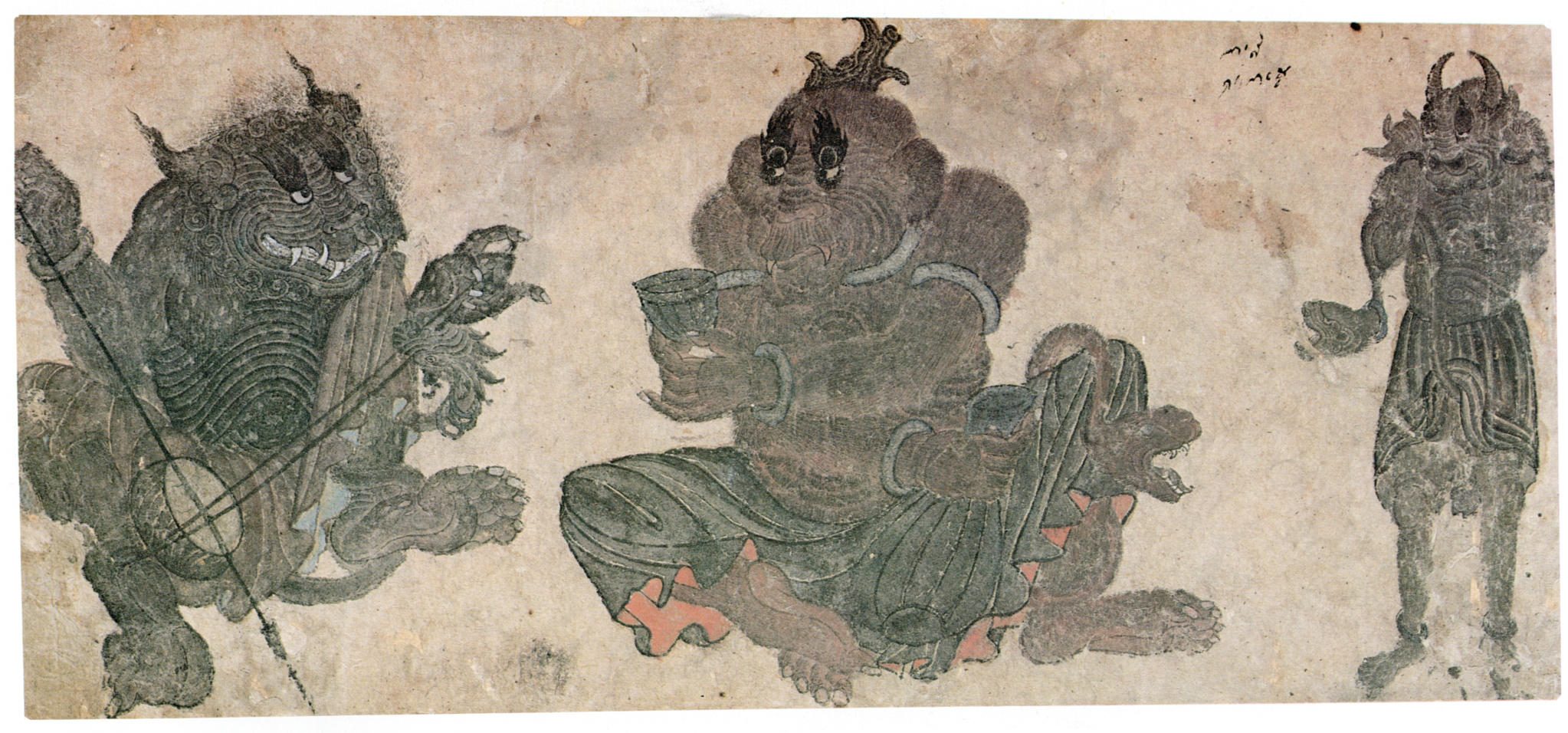
娱乐场所里的恶魔
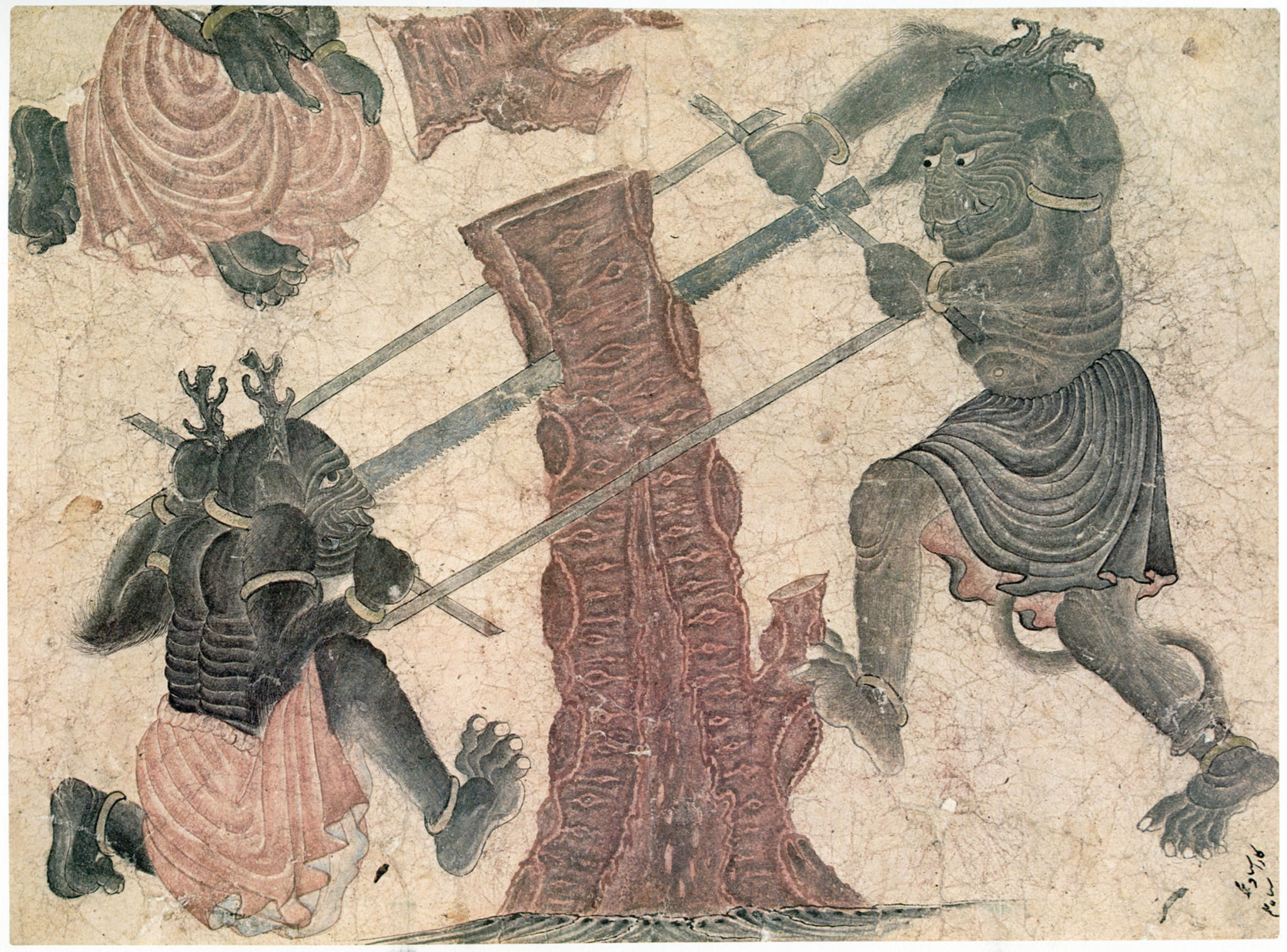
恶魔锯树
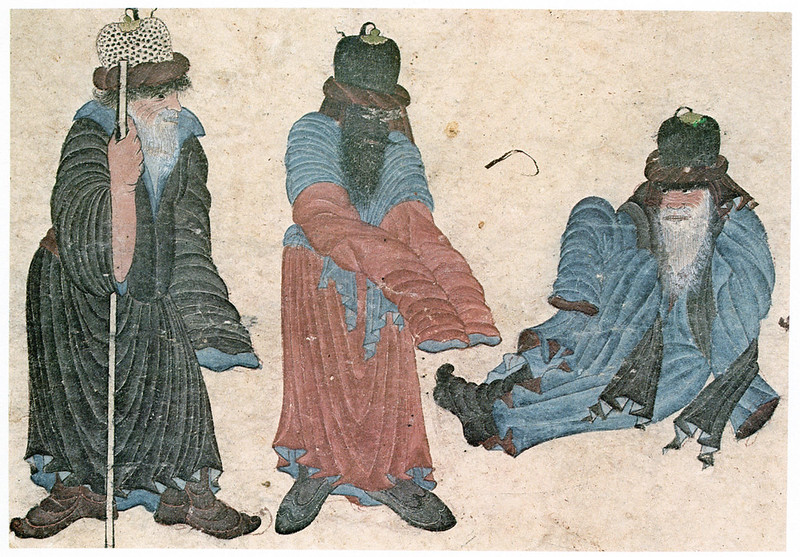
伪装的恶魔